# Hiến pháp Nhật Bản
Hiến pháp Nhật Bản (日本国憲法 Nihon-Koku Kenpō?) hay còn được gọi một cách không chính thức là Hiến pháp Hoà bình (平和憲法 Heiwa Kenpō), là một văn bản trên luật được thông qua và chính thức có hiệu lực năm 1947, được soạn ra nhằm dọn đường cho một chính quyền đại nghị cũng như cho phép bảo đảm các quyền cơ bản nhất của con người. Theo đó Thiên hoàng là "Biểu tượng của quốc gia, và cho sự hoà hợp của dân tộc", và chỉ có vai trò trong các buổi lễ quan trọng nơi mà ông phục vụ các nghi thức như một người đứng đầu quốc gia nhưng không giữ bất kì quyền lực chính trị nào.
Bản Hiến pháp được soạn thảo khi Nhật Bản còn được điều hành bởi lực lượng chiếm đóng Hoa Kỳ sau Chiến tranh thế giới thứ hai với dự tính thay thế Hệ thống quân chủ chuyên chế trong tay chính quyền quân phiệt với một Thể chế dân chủ đại nghị. Hiện bản Hiến pháp này chưa trải qua bất kì sự chỉnh sửa nào kề từ khi được chấp thuận thông qua.

## Hoàn cảnh ra đời
Tại Hội nghị Potsdam, Tư lệnh tối cao Douglas MacArthur đã nêu ý kiến: Để đạt mục đích dân chủ hóa nước Nhật thì nhất thiết phải sửa đổi Hiến pháp Minh Trị ban hành từ năm 1889.
Tháng 2 năm 1946 phía Nhật Bản viết ra một dự thảo hiến pháp, nhưng Douglas MacArthur không chấp nhận, coi đó chẳng qua chỉ là một thứ "bình cũ rượu pha" của Hiến pháp Minh Trị. Cuối cùng Douglas MacArthur đã ra lệnh cho văn phòng của mình tự thảo ra Hiến pháp mới cho Nhật Bản sao cho kịp xong trước phiên họp ngày 26 tháng 2 năm 1946 của quân Đồng minh bởi ông không muốn các nước Đồng minh khác nhúng tay vào nội tình Nhật Bản.
Thừa lệnh Douglas MacArthur, thiếu tướng kiêm luật sư Courtney Whitney đã thành lập một hội đồng gồm 25 người phải thảo ra hiến pháp mới của Nhật Bản trong vòng một tuần. Ba người trực tiếp chấp bút cho bản dự thảo hiến pháp này là thiếu tướng Courtney Whitney, trung tá kiêm luật sư Milo Rowell và nữ thông dịch viên Beate Sirota Gordon (con gái độc nhất của giáo sư, danh cầm piano Leo Sirota). Sau một tuần gần như thức thâu đêm, hội đồng dự thảo hiến pháp của tướng Douglas MacArthur đã viết ra một văn kiện hoàn toàn mới và tiến bộ cho nước Nhật. Trong bản hiến pháp này, Nhật hoàng được coi là biểu tượng của nhà nước và sự đoàn kết toàn dân, song bị tước bỏ mọi thực quyền. Mọi phát ngôn, hành động của Nhật hoàng liên quan tới nhà nước phải được sự chấp thuận của nội các chính phủ do thủ tướng đứng đầu. Một cấu trúc lập pháp quốc hội lưỡng viện được thành lập. Trừ hoàng gia Nhật, mọi quyền lợi của các vương hầu khanh tướng bị bãi bỏ hoàn toàn. Đặc biệt nhất là Chương II; chỉ vẻn vẹn có một điều khoản- Điều 9- chỉ rõ nhân dân Nhật Bản "vĩnh viễn từ bỏ chiến tranh khỏi chủ quyền của quốc gia, vĩnh viễn không sử dụng vũ lực hay đe dọa bằng vũ lực khi giải quyết các tranh chấp quốc tế". Chú dẫn tại đây còn ghi rõ: Để bảo đảm thực thi điều khoản này, không bao giờ được duy trì lục quân, hải quân, và không quân cũng như tiềm năng chiến tranh khác. Quyền tham chiến của quốc gia sẽ không được thừa nhận.
Thiên hoàng Hirohito tuy không còn quyền hành, đã viết thư trả lời chính thức ủng hộ bản hiến pháp mới. Mùa thu năm 1946, đại đa số nhân dân Nhật Bản đã bỏ phiếu ủng hộ các đại biểu tán thành bản hiến pháp mới.
Ngày 3 tháng 11 năm 1946, Thiên hoàng chính thức công bố hiến pháp mới trước nghị viện. Đúng 6 tháng sau, bản hiến pháp chính thức có hiệu lực. Từ đó tại Nhật Bản, ngày 3 tháng 5 hàng năm trở thành ngày nghỉ lễ có tên Ngày Hiến pháp.

## Điều 9
Tuyên bố từ bỏ quyền khai chiến:
| “ | 1. Nhân dân Nhật Bản thành thật mong muốn một nền hoà bình quốc tế dựa trên chính nghĩa và trật tự, cam kết vĩnh viễn không phát động chiến tranh như là một phương tiện giải quyết xung đột quốc tế bao gồm chiến tranh xâm phạm chủ quyền dân tộc và các hành vi vũ lực hoặc các hành vi đe doạ bằng vũ lực. 2. Để thực hiện mục đích ghi ở trên, lục quân, hải quân và không quân cũng như các tiềm lực chiến tranh khác sẽ không được duy trì. Quyền tham chiến của đất nước sẽ không được công nhận. | ” |

Vào kỉ niệm lần thứ 60 năm ra đời bản Hiến pháp, ngày 3 tháng 5 năm 2007, hàng ngàn người đã xuống đường bày tỏ sự ủng hộ cho "Điều 9", các thành viên chính phủ sau đó cho rằng đây là lời kêu gọi cho một bản Hiến pháp hòa bình có khả năng tuyên bố chiến tranh và nên có các động thái thích hợp của chính phủ đối với những lời kêu gọi như vậy. Một văn bản dưới luật lập tức được nghị viện thông qua, theo đó một cuộc trưng cầu dân ý cho một bản sửa đổi Hiến pháp như vậy có thể được tổ chức sớm nhất 2010 và cần một sự chuẩn thuận đa số (cả Hạ viện và Thượng viện) đề thông qua.

## Cấu trúc
Bản Hiến pháp dài gần 5000 chữ, trong đó bao gồm phần mở đầu và 103 Điều khoản trong 11 Chương. Gồm các nội dung về:
- Thiên hoàng (1-8)
- Tuyên bố từ bỏ quyền tuyên chiến (9)
- Quyền và nghĩa vụ công dân(10-40)
- Quốc hội (41-64)
- Nội các (65-75)
- Tư pháp (76-82)
- Tài chính (83-91)
- Chính quyền địa phương (92-95)
- Điều kiện thay đổi Hiến pháp (96)
- Tòa đại hình (97-99)
- Điều khoản bổ sung (100-103)